# Comlurb
A Companhia Municipal de Limpeza Urbana (Comlurb) é uma empresa de economia mista cujo capital majoritário pertence à prefeitura do Rio de Janeiro. É a maior organização de limpeza pública na América Latina. Ela resulta da transformação da CELURB – Companhia Estadual de Limpeza Urbana, conforme os termos do Decreto-lei Nº 102 – de 15 de maio de 1975.
Seu principal objetivo é a limpeza urbana no município do Rio de Janeiro, tendo como principais atribuições os serviços de coleta domiciliar, limpeza dos logradouros públicos, das areias das praias, de parques públicos, do mobiliário urbano, dos túneis, viadutos, e, em especial, a limpeza e higienização de hospitais municipais. Coleta e destinação adequada de todos os resíduos produzidos em unidades de saúde localizadas no município do Rio de Janeiro. Transferência, tratamento e disposição final do lixo.
A empresa também dispõe de um Centro de Pesquisas Aplicadas, em Jacarepaguá, do Ecoparque do Caju e do Galpão de Artes Urbanas Hélio G. Pellegrino, na Gávea. O Centro de Informações Técnicas e o Museu Dom João VI foram desativados em 2013.
Para ingressar na Comlurb é preciso ser aprovado em concurso público autorizado pela Prefeitura do Rio do Janeiro, o processo envolve prova teórica e teste de capacidade física (TAF). Nos últimos anos a companhia vem enfrentando sérias críticas devido ao mal serviço prestado em algumas localidades da cidade do Rio e a falta de um novo Concurso público para a contratação de novos funcionários, visto que o último foi realizado em 2014, há mais de 10 anos. 

## História
A empresa descende da Aleixo Gary e Cia, uma companhia de limpeza urbana que surgiu em foi contratada pelo poder público para efetuar o serviço de limpeza urbana do Rio de Janeiro em 11 de outubro de 1876. Tal contrato vigorou até 1891, sendo a empresa extinta no ano seguinte. O trabalho da empresa criada pelo francês Aleixo Gary foi tão considerado que os trabalhadores da limpeza pública passaram a ser conhecidos popularmente em todo o Brasil como garis.
Na Superintendência de Urbanização e Saneamento do Distrito Federal (SURSAN) operava o Departamento de Limpeza Urbana (DLU). Quando da criação do Estado da Guanabara, o DLU foi sucedido pela Companhia Estadual de Limpeza Urbana (CELURB). Com a fusão dos Estados do Rio de Janeiro com o Estado da Guanabara, a CELURB foi sucedida pela atual COMLURB.
Em 2013, implantou o Programa Lixo Zero. Em 2014, próximo ao Carnaval, a empresa enfrentou uma greve de seus funcionários garis.

## Presidentes
| Nome                                      | Mandato                                     | Ref.   |
| ----------------------------------------- | ------------------------------------------- | ------ |
| Gastão Henrique Sengès                    | maio de 1975 – 1979                         |        |
| Fernando Penna Botafogo Gonçalves         | 1979 – 1980                                 |        |
| Marco Antônio de Oliveira                 | 1980 – 1982                                 |        |
| João Afonso de Saint-Martin               | 1982 – 1983                                 |        |
| Luiz Edmundo Horta Barbosa da Costa Leite | 1983 – 1986                                 |        |
| Manuel Augusto Pacheco Sanches            | 1986 – 1987                                 |        |
| José Henrique Rabello Penido Monteiro     | 1987 – 1989                                 |        |
| Ivan Motta Lagrotta                       | 1989 – 1993                                 |        |
| Paulo Carvalho Filho                      | 1993 – 1 de janeiro de 2009                 |        |
| Angela Fonti                              | 2 de janeiro de 2009 – 1 de janeiro de 2013 | [ 12 ] |
| Vinicius Roriz                            | 2 de janeiro de 2013 – 31 de julho de 2015  | [ 12 ] |
| Luciano Moreira Santos                    | 3 de agosto de 2015 – 2 de janeiro de 2017  | [ 13 ] |
| Gustavo Puppi                             | 2 de janeiro de 2017 – novembro de 2017     | [ 14 ] |
| Rubens Teixeira                           | novembro de 2017 – março de 2018            | [ 15 ] |
| Tarquínio Prisco Fernandes de Almeida     | março de 2018 – agosto de 2019              | [ 15 ] |
| Paulo Gustavo Moraes Mangueira            | agosto de 2019 – 2021                       | [ 15 ] |
| Flávio Augusto da Silva Lopes             | 2021 - 2024                                 | [ 16 ] |
| Jorge Arraes                              | 2025 - Atualmente                           |        |